# Alfred Hauge
Alfred Hauge (* 17. Oktober 1915 in Finnøy; † 31. Oktober 1986 in Stavanger) war ein norwegischer Schriftsteller und Journalist. Bekannt wurde er durch seine Trilogie über das Leben eines norwegischen Nordamerika-Auswanderers zu Beginn des 19. Jahrhunderts.

## Leben und Werk
Alfred Hauge wuchs auf der kleinen Insel Kyrkjøy auf, die zur südwestlichen norwegischen Inselgruppe Sjernarøyane gehört. Er studierte Theologie und Pädagogik, brach aber das Studium ab und wurde Journalist. Er war bei Zeitungen und im Verlag und eine Zeit lang auch als Lehrer und Volkshochschulleiter tätig. Hauges erste Veröffentlichungen waren realistische Prosa, christlich geprägt und voller religiöser Motive; einige wurden auch ins Deutsche übertragen.
In den Jahren 1961 bis 1965 entstand seine Romantrilogie über Cleng Peerson und norwegische Auswanderer: Hundevakt (Hundewache), Landkjenning (Land in Sicht) und Ankerfeste (Vor Anker). Stofflich sind sie vergleichbar mit der schwedischen Auswanderer-Tetralogie von Vilhelm Moberg, sie sind jedoch anders konstruiert. Bei Hauge ist der Erzähler die Hauptperson. Als besonderes Stilmittel verwendet er den Brief. Für diese Trilogie wurde er 1965 mit dem norwegischen Kritikerpreis ausgezeichnet.
Hauges folgende Romane Mysterium (1967) und Legenden om Svein og Maria (1968) sind reine Mythendichtung, frei von jeglicher realistischer Darstellung. Während Mysterium durch Träume Erleuchtung in das Mysterium des Lebens und des Leidens enthält, spielt die Legende von Svein und Maria in einer verhexten Märchenwelt und schildert eine merkwürdige, symbolbeladene Pilgerfahrt. Aus dem Stoff dieses Romans schuf der norwegische Komponist Hallvard Johnsen eine Oper, deren Uraufführung durch Den Norske Opera & Ballett am 3. September 1973 in Oslo stattfand.
Hauge schrieb auch Gedichte; er verfasste seine Bücher sowohl in Nynorsk als auch in Bokmål. Er erhielt zahlreiche Auszeichnungen, außer dem Kritikerpreis den Melsom-Preis (1949), das Gyldendal-Stipendium (1955), den Sunnmørspreis (1958) und den Nynorsk Literaturpreis (1984).

## Veröffentlichungen

### Norwegische Originalausgaben
- Løland-Trilogie:
  - 1948: Året har ingen vår
  - 1949: Fossen og bålet
  - 1955: Ingen kjenner dagen
- 1953: Tuntreet blør
- Cleng Peerson-Trilogie:
  - 1961: Hundevakt
  - 1961: Landkjenning
  - 1965: Ankerfeste
- 1967: Mysterium
- 1968: Legenden om Svein og Maria
- Autobiografie:
  - 1975: Barndom
  - 1977: Ungdom

### Deutschsprachige Ausgaben
- Sturm über Siglarholm. Aus dem Norwegischen von Sophie Angermann. Oncken, Kassel 1951.
- Das Jahr hat keinen Frühling. Aus dem Norwegischen von Karl Hellwig. Reinhardt, Basel 1952.
- Kreuzweg der Liebe . Aus dem Norwegischen von Karl Hellwig. Reinhardt, Basel 1953.
- Ein Wandersmann Gottes. Aus dem Norwegischen von Günther Ruprecht. Brunnen, Gießen 1953.
- Die Leute auf Sjötun. Aus dem Norwegischen von Karl Hellwig. Oncken, Kassel 1954.